# Zuzanna Boruszewska
Zuzanna Boruszewska (ur. 29 sierpnia 2005 w Łodzi) – polska niepełnosprawna pływaczka.

## Życiorys
Zuzanna nie posiada lewej dłoni i przedramienia.
Podczas debiutu na mistrzostwach Europy w 2021 roku zajęła w finale 5. miejsce na 100 m stylem klasycznym (SB9), uzyskując czas 1:26,45. Taką samą pozycję uzyskała również na 200 m stylem zmiennym (SM9).

## Wyniki
| Rok  | Zawody             | Miejscowość | Konkurencja                   | Wynik         | Pozycja     |
| ---- | ------------------ | ----------- | ----------------------------- | ------------- | ----------- |
| 2021 | Mistrzostwa Europy | Madera      | 50 m stylem dowolnym (S9)     | 33,45 (el.)   | 11. miejsce |
| 2021 | Mistrzostwa Europy | Madera      | 100 m stylem dowolnym (S9)    | 1:12,26 (el.) | 11. miejsce |
| 2021 | Mistrzostwa Europy | Madera      | 100 m stylem klasycznym (SB9) | 1:26,45       | 5. miejsce  |
| 2021 | Mistrzostwa Europy | Madera      | 200 m stylem zmiennym (SM9)   | 2:52,37       | 5. miejsce  |